# شخضينة
الشخضينة (الاسم العلمي: Justiciinae) هي عمارة من النباتات تتبع الفصيلة الأقنتية من رتبة الشفويات.

## أجناس الشخضينة
الشخض